# Автопробег «Париж — Нью-Йорк»
«Автопробег „Париж — Нью-Йорк“» (фр. Le Raid Paris–New York en automobile) — немой короткометражный фильм Жоржа Мельеса, состоял из 15 эпизодов и 26 или 28 сцен. Один из лучших фильмов Мельеса о путешествиях. Премьера состоялась в июле 1908 года. Считается утерянным.

## Список сцен
Список сцен приводится по «Энциклопедии французских режиссёров» Филиппа Режа:
1. Отправление из Нью-Йорка
2. Гонщики
3. Автомобильная кухня. «К последнему автомобилю прицеплена походная кухня. Повар готовит обед, когда неожиданно появляется негр и хочет попробовать соус. Взбешённый повар выливает ему содержимое кастрюли на голову, к вящей радости зрителей.»[4]
4. Скалистые горы
5. Падение в овраг
6. У ирокезов
7. Огненная жидкость
8. Перья краснокожих
9. В воздухе
10. Аляска
11. Пещера золота
12. Собачья упряжка
13. Берингов пролив
14. Катастрофа
15. На глубине моря
16. Ледяное поле
17. Среди медведей
18. Воздушный шар «Родина»
19. Спасены!
20. На буксире «Родины»
21. В Сибири
22. Конькобежцы
23. Через Германию
24. Кибитка бродячих артистов
25. Площадь Согласия
26. Триумфальное прибытие
27. Упряжная лошадь
28. Всеобщее воодушевление

## Анализ фильма
Фильм во многом напоминал другую работу Мельеса, «Рейс „Париж — Монте-Карло“», так же было заметно влияние на него фильма «Невероятное путешествие». Критики также указывали влияние «Вокруг света за 80 дней» Жюля Верна и на «Автопробег „Париж — Нью-Йорк“», и на «Рейс „Париж — Монте-Карло“». Элизабет Эзра приводит описанную выше сцену «Автомобильная кухня» в качестве одного из примеров расизма Мельеса.

## Другие названия
- «Автопробег „Нью-Йорк — Париж“» (фр. Le Raid New York — Paris en automobile)[2], «Злоключения автопробега Нью-Йорка — Париж» (англ. Mishaps of the New York-Paris Race)[2].